# 오자와 히데아키
오자와 히데아키(일본어: 小澤 英明, 1974년 3월 17일 ~ )는 일본의 전 축구 선수이다.

## 구단 경력
과거 가시마 앤틀러스, 요코하마 F. 마리노스, 세레소 오사카, FC 도쿄, 스포르티보 루케뇨, 알비렉스 니가타에서 활동하였다.